# Dance in the Rain
Dance in the Rain è il quarto album in studio della cantante australiana Ricki-Lee Coulter, pubblicato il 17 ottobre 2014.
Dall'album sono stati estratti i singoli All We Need Is Love, che ha raggiunto la trentanovesima posizione in Australia, Happy Ever After e Giddyup.

## Tracce
1. Dance in the Rain – 3:51 (Ricki-Lee Coulter, Brian Kierulf, Joshua Schwartz)
2. Happy Ever After – 3:45 (Ricki-Lee Coulter, David Schuler, Hal Linton)
3. All We Need Is Love – 3:16 (Ricki-Lee Coulter, Stuart Crichton, Ilan Kidron)
4. In the Mood – 2:40 (Ricki-Lee Coulter, Stuart Crichton, Brian Lee)
5. Giddyup – 3:01 (Ricki-Lee Coulter, Brian Kierulf, Joshua Schwartz)
6. Criminal (feat. Shane Free) – 3:51 (Ricki-Lee Coulter, Shane Free, Evan Rogers, Carl Sturken)
7. Night Vision – 4:24 (Ricki-Lee Coulter, Arnthor Birgisson, Tiffany Vartanyan)
8. Only You – 3:49 (Ricki-Lee Coulter, Stuart Crichton, Brian Lee)
9. Until We Drop – 2:55 (Ricki-Lee Coulter, Stuart Crichton, Ilan Kidron)
10. Diva – 3:15 (Ricki-Lee Coulter, Stuart Crichton, Brian Lee)
11. Runaway – 3:30 (Ricki-Lee Coulter, Nicholas James McGuinn, David Schuler)
12. Catch Me if You Can – 3:22 (Ricki-Lee Coulter, David Schuler)
13. Mirage – 3:46 (Ricki-Lee Coulter, Stephen Toulmin, Richard Harrison)
14. You – 3:36 (Ricki-Lee Coulter, Chris DeStefano, Ilan Kidron)

## Classifiche
| Classifica (2014) | Posizione massima |
| ----------------- | ----------------- |
| Australia         | 14                |